# Loxophlebia albicincta
Loxophlebia albicincta là một loài bướm đêm thuộc phân họ Arctiinae, họ Erebidae.